# Patrick Kohlmann
Patrick Kohlmann (* 25. Februar 1983 in Dortmund) ist ein ehemaliger deutsch-irischer Fußballspieler und jetziger Fußballtrainer. Er ist derzeit Co-Trainer von RB Leipzig.

## Karriere

### Im Verein
Der Sohn eines deutschen Vaters und einer irischen Mutter wuchs im Dortmunder Stadtteil Wickede auf und begann dort auch beim BV Westfalia Wickede mit dem Fußballspielen. Später schloss er sich der Jugendmannschaft des TSC Eintracht Dortmund an, bevor er 1993 zu Borussia Dortmund wechselte. Beim BVB blieb Kohlmann 14 Jahre, in denen er den Sprung von der Jugend in die zweite Männermannschaft schaffte. Mit den Dortmunder Amateuren spielte er von 2002 bis 2007 in der Regionalliga Nord mit Ausnahme der Saison 2005/06, als das Team in die Oberliga Westfalen abgestiegen war.
In der Saison 2004/05 gelang Kohlmann der Aufstieg in die erste Mannschaft des Bundesligisten. Im November 2004 gab er sein Startelfdebüt beim Auswärtsspiel gegen den 1. FC Kaiserslautern, wurde aber mit einer schweren Knieverletzung zur Halbzeit ausgewechselt. Offiziell stand Kohlmann nur in der Saison 2004/05 im Profi-Kader. Er trainierte jedoch auch danach zeitweise bei den Profis mit und saß einige Male bei Bundesligaspielen auf der Bank.
Zur Saison 2007/08 wechselte Kohlmann von Dortmund II zum Ligakonkurrenten FC Rot-Weiß Erfurt. Mit den Erfurtern schaffte er in dieser Spielzeit die Qualifikation für die neugeschaffene dritte Liga, wechselte aber zum Saisonende zum Ligakonkurrenten 1. FC Union Berlin. In seinem ersten Jahr gewann er mit Union die Meisterschaft der dritten Liga und stieg in die zweite Bundesliga auf. Von da an gehörte er bei den Berlinern zur Stammformation.
Nach sechs Jahren verließ der Abwehrspieler die Köpenicker im Sommer 2014 und schloss sich dem Drittligisten Holstein Kiel an, bei dem er einen Zweijahresvertrag bis zum 30. Juni 2016 unterschrieb. Nach einer weiteren Saison beendete Kohlmann seine aktive Karriere und begann im Sommer 2017 als zusätzlicher Co-Trainer im Trainerteam von Markus Anfang.

### In der Nationalmannschaft
Kohlmann besitzt neben der deutschen auch die irische Staatsangehörigkeit, da seine Mutter von dort stammt. Deshalb bestritt er insgesamt fünf Spiele für die irische U-21-Nationalmannschaft und gab sein Debüt am 19. August 2003 im Spiel gegen Polen.

## Erfolge
- Aufstieg in die 2. Bundesliga 2009 mit den 1. FC Union Berlin

## Trainerkarriere
Seit 2017 war Kohlmann als Co-Trainer von Holstein Kiel tätig und arbeitete seit 2019 unter Ole Werner, mit dem gemeinsam er im September 2021 von seinem Posten zurücktrat. Als Ole Werner am 28. November 2021 Cheftrainer des SV Werder Bremen wurde, wechselte Kohlmann ebenfalls in die Hansestadt. Im Mai 2025 wurde er gemeinsam mit Werner von Werder Bremen entlassen. Zum 1. Juli 2025 wurde er unter Werner Co-Trainer von RB Leipzig.